# 長惠國際大橋
41°24′25″N 128°10′30″E / 41.4069°N 128.175°E

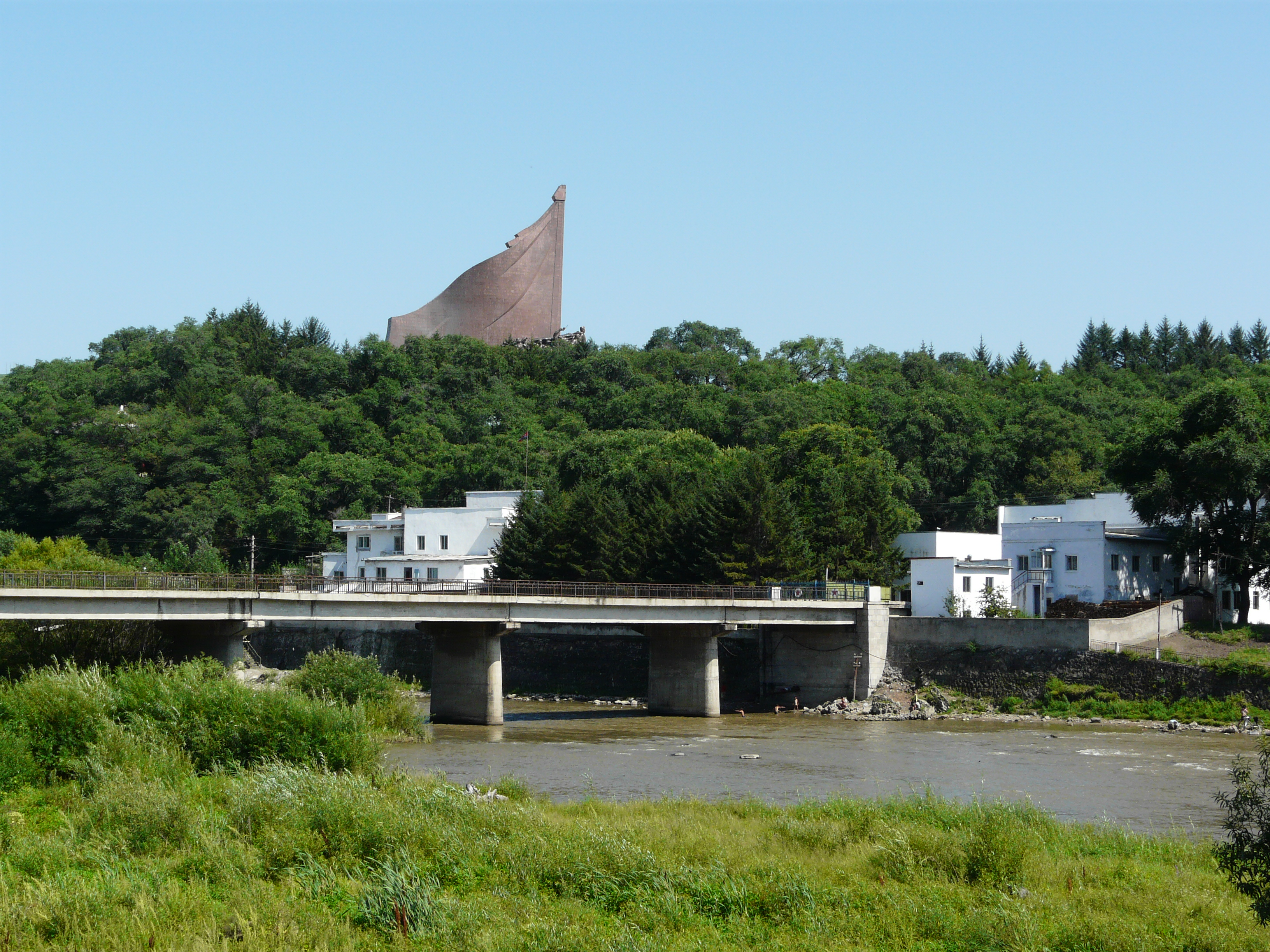
長恵国際大橋

長惠國際大橋，是一座橫跨鴨綠江連接中华人民共和国吉林省白山市長白朝鮮族自治縣和朝鮮兩江道惠山市的跨國橋樑。全長約148米，闊9米。
此橋於1936年建設，幾經破壞修復，於1985年建成現在模樣。1992年以来，每月1日、5日、10日開放作雙邊旅行使用。